# Frans basketbalteam (vrouwen)
Het Frans nationaal basketbalteam is een team van basketballers dat Frankrijk vertegenwoordigt in internationale wedstrijden. 
Frankrijk deed voor het eerst in 1938 mee aan een officieel internationaal toernooi, de Eurobasket van 1938. Frankrijk verloor de eerste wedstrijd met 34-18 van Italië. Twee van de drie wedstrijden hierna werden gewonnen, waarmee het team op een vierde plaats eindigde.
De beste prestatie van het land in de Eurobasket was de winst in het jaar 2001 en 2009. De beste graad tijdens de Olympische Spelen werd in het jaar 2012 behaald. Het Franse team behaalde in deze editie van de Olympische Zomerspelen de zilveren medaille.

## Frankrijk tijdens de Olympische Spelen
- 2000 - 5e
- 2012 - 2e (zilveren medaille)
- 2016 - 4e
- 2020 - 3e (bronzen medaille)

## Frankrijk tijdens het Wereldkampioenschap
- Wereldkampioenschap basketbal vrouwen 1953 - 3e (bronzen medaille)
- Wereldkampioenschap basketbal vrouwen 1964 - 10e
- Wereldkampioenschap basketbal vrouwen 1971 - 6e
- Wereldkampioenschap basketbal vrouwen 1979 - 7e
- Wereldkampioenschap basketbal vrouwen 1994 - 9e
- Wereldkampioenschap basketbal vrouwen 2002 - 8e
- Wereldkampioenschap basketbal vrouwen 2006 - 5e
- Wereldkampioenschap basketbal vrouwen 2010 - 6e
- Wereldkampioenschap basketbal vrouwen 2014 - 7e
- Wereldkampioenschap basketbal vrouwen 2018 - 5e

## Frankrijk tijdens Eurobasket
- Eurobasket vrouwen 1938 - 4e
- Eurobasket vrouwen 1950 - 4e
- Eurobasket vrouwen 1952 - 7e
- Eurobasket vrouwen 1954 - 6e
- Eurobasket vrouwen 1956 - 7e
- Eurobasket vrouwen 1958 - 6e
- Eurobasket vrouwen 1962 - 8e
- Eurobasket vrouwen 1964 - 10e
- Eurobasket vrouwen 1966 - 11e
- Eurobasket vrouwen 1968 - 11e
- Eurobasket vrouwen 1970 - 2e (zilveren medaille)
- Eurobasket vrouwen 1972 - 4e
- Eurobasket vrouwen 1974 - 7e
- Eurobasket vrouwen 1976 - 4e
- Eurobasket vrouwen 1978 - 4e
- Eurobasket vrouwen 1980 - 11e
- Eurobasket vrouwen 1985 - 8e
- Eurobasket vrouwen 1987 - 8e
- Eurobasket vrouwen 1989 - 8e
- Eurobasket vrouwen 1993 - 2e (zilveren medaille)
- Eurobasket vrouwen 1995 - 11e
- Eurobasket vrouwen 1999 - 2e (zilveren medaille)
- Eurobasket vrouwen 2001 - 1e (gouden medaille)
- Eurobasket vrouwen 2003 - 5e
- Eurobasket vrouwen 2005 - 5e
- Eurobasket vrouwen 2007 - 8e
- Eurobasket vrouwen 2009 - 1e (gouden medaille)
- Eurobasket vrouwen 2011 - 3e (bronzen medaille)
- Eurobasket vrouwen 2013 - 2e (zilveren medaille)
- Eurobasket vrouwen 2015 - 2e (zilveren medaille)
- Eurobasket vrouwen 2017 - 2e (zilveren medaille)
- Europees kampioenschap basketbal vrouwen 2019 - 2e (zilveren medaille)
- Europees kampioenschap basketbal vrouwen 2021 - 2e (zilveren medaille)
- Europees kampioenschap basketbal vrouwen 2023 - 3e (bronzen medaille)